# Conflans-sur-Seine
Conflans-sur-Seine là một xã thuộc tỉnh Marne trong vùng Grand Est đông nam nước Pháp. Xã nằm ở khu vực có độ cao trung bình 90 mét trên mực nước biển.

## Dân số
| 1962                | 1968 | 1975 | 1982 | 1990 | 1999 |
| ------------------- | ---- | ---- | ---- | ---- | ---- |
| 557                 | 611  | 577  | 579  | 625  | 664  |
| Số liệu từ năm 1962 |      |      |      |      |      |